# 潘一躍
潘一躍（？—1605年），字元起，號禹门，陕西西安右护卫軍籍，明朝政治人物。

## 生平
万历十六年（1588年）戊子科陕西乡试举人，三十二年（1604年），登甲辰科进士，吏部觀政，三十三年授行人司行人，卒。